# William Wilkins (Politiker)

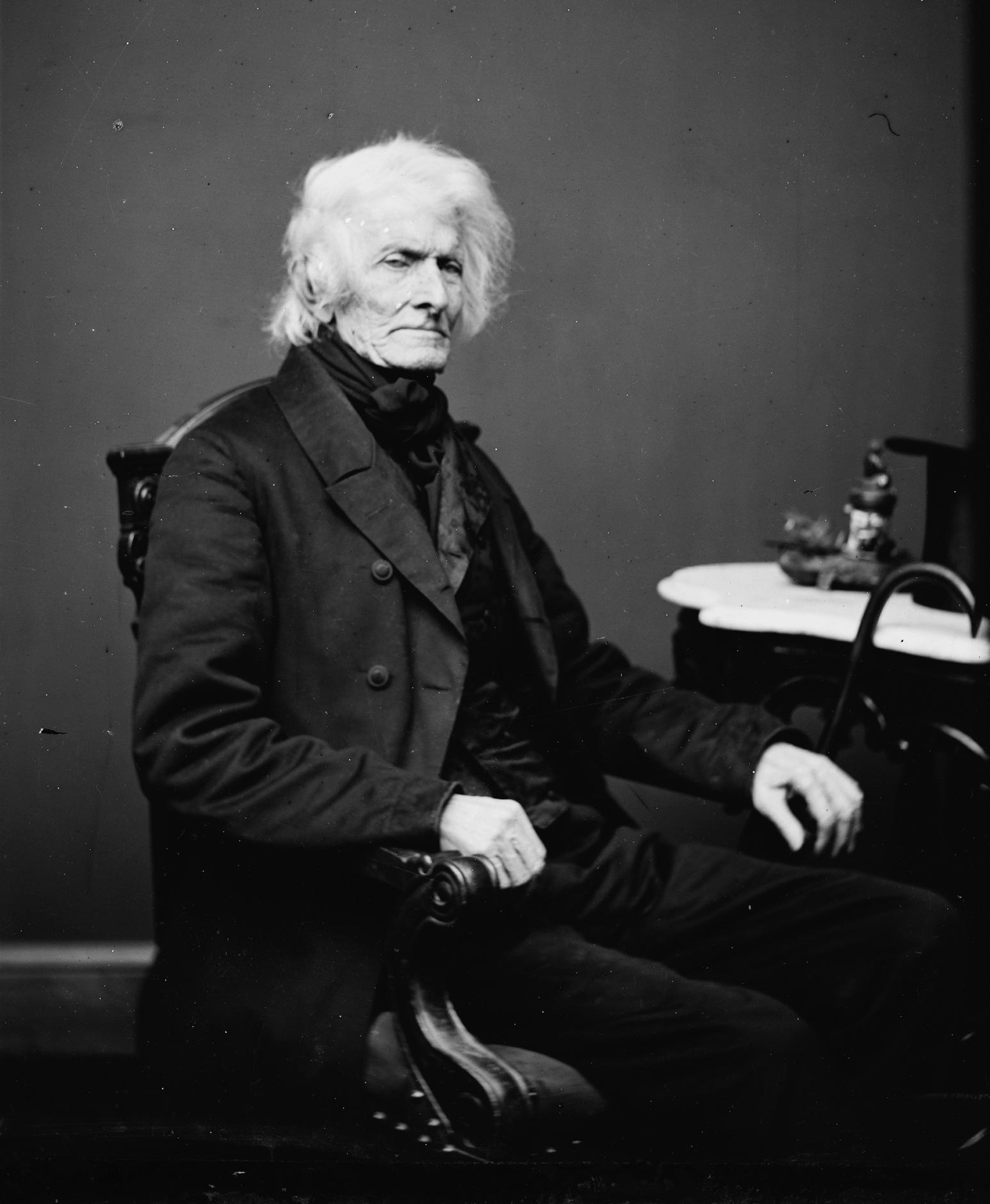
William Wilkins

William Wilkins (* 20. Dezember 1779 in Carlisle, Pennsylvania; † 23. Juni 1865 bei Pittsburgh, Pennsylvania) war ein US-amerikanischer Jurist und Politiker.

## Leben
Wilkins wurde in Carlisle, im Cumberland County, Pennsylvania, geboren. Er besuchte das Dickinson College und erlernte den Anwaltsberuf. Im Jahr 1801 erhielt Wilkins die Anwaltszulassung und praktizierte in Pittsburgh. 1810 assistierte er bei der Gründung der Pittsburgh Manufacturing Company. Außerdem war er Präsident der Bank of Pittsburgh und von 1816 bis 1819 Vorsitzender des Stadtrats. 1820 wurde Wilkins in das Repräsentantenhaus von Pennsylvania gewählt und fungierte von 1821 bis 1824 als Bezirksrichter. Im Anschluss wurde er bis zum Jahr 1831 Bundesbezirksrichter für das westliche Pennsylvania. 1826 kandidierte er ohne Erfolg als Repräsentant für den 26. Kongress. Bei den folgenden Kongresswahlen siegte er zwar für die Demokraten, aber er trat sein Amt nicht an. 
Als Anhänger der von Andrew Jacksonian angestoßenen Jacksonian Democracy wurde er 1830 als Senator in den 22. Kongress gewählt und hatte dieses Amt bis Juni 1834 inne. Während dieser Zeit war er Vorsitzender des Justizausschusses und Mitglied im Senatsausschuss für auswärtige Beziehungen. Bei den Präsidentschaftswahlen 1832 erhielt Wilkins 30 Wahlstimmen aus Pennsylvania für die Vizepräsidentschaft (die anderen 189 Stimmen gingen zu dem offiziellen Parteikandidaten Martin Van Buren). Als Nachfolger von James Buchanan war er 1834/35 amerikanischer Gesandter im Russischen Kaiserreich. Nach einer gescheiterten Kandidatur zwei Jahre zuvor wurde er im Jahr 1842 als Repräsentant in den 28. Kongress gewählt und war bis Februar 1844 Abgeordneter. In dieser Zeit amtierte er als Vorsitzender des Justizausschusses des Repräsentantenhauses. 1844/45 war er Kriegsminister unter Präsident John Tyler. Von 1855 bis 1857 hatte er noch einmal ein politisches Amt inne, als er Abgeordneter im Senat von Pennsylvania war.
Wilkins starb 1865 in Homewood, nahe Pittsburgh und wurde auf dem dortigen Homewood Cemetery begraben.
Nach William Wilkins wurde die Stadt Wilkinsburg benannt.